# Katesh
Katesh è una circoscrizione urbana (urban ward) della Tanzania situata nel distretto di Hanang, regione del Manyara. Conta una popolazione di 8 774 abitanti (censimento 2012).